# István Sofron
István Sofron (* 24. února 1988 Miercurea Ciuc) je maďarský lední hokejista. Je vysoký 189 cm a váží 91 kg, hraje nejčastěji na pravém křídle.
Narodil se v Rumunsku jako příslušník etnika Sikulů. Vyrůstal s rodiči v Maďarsku a s hokejem začínal roku 2006 v klubu Fehérvári Titánok. S týmem Alba Volán Székesfehérvár se stal pětkrát mistrem Maďarska, byl králem střelců Erste Bank Eishockey Liga 2011/2012. Od roku 2013 hrál v Německu za Krefeld Pinguine. V Rakousku působil v EC KAC a EC VSV, v sezóně 2017/18 odehrál 25 utkání v týmu zámořské ECHL Wichita Thunder. Od roku 2019 nastupoval ve slovenské nejvyšší soutěži za MAC Újbuda. V roce 2021 se vrátil do rodného města a stal se hráčem HSC Csíkszereda.
Od roku 2008 reprezentuje Maďarsko a od roku 2010 hraje za seniorský národní tým. Startoval na šesti turnajích mistrovství světa v ledním hokeji – divize I a v elitní skupině Mistrovství světa v ledním hokeji 2016. Zúčastnil se čtyř kvalifikací na Zimní olympijské hry. Se šesti brankami byl nejlepším střelcem divize I v roce 2011. Byl mezi trojicí nejlepších maďarských hráčů na MS 2016. V roce 2012 získal ocenění Junior Prima díj.